# Mauro Giuliani
Mauro Giuseppe Sergio Pantaleo Giuliani (Bisceglie, 27 luglio 1781 – Napoli, 7 maggio 1829) è stato un chitarrista, compositore e violoncellista italiano.

## Biografia

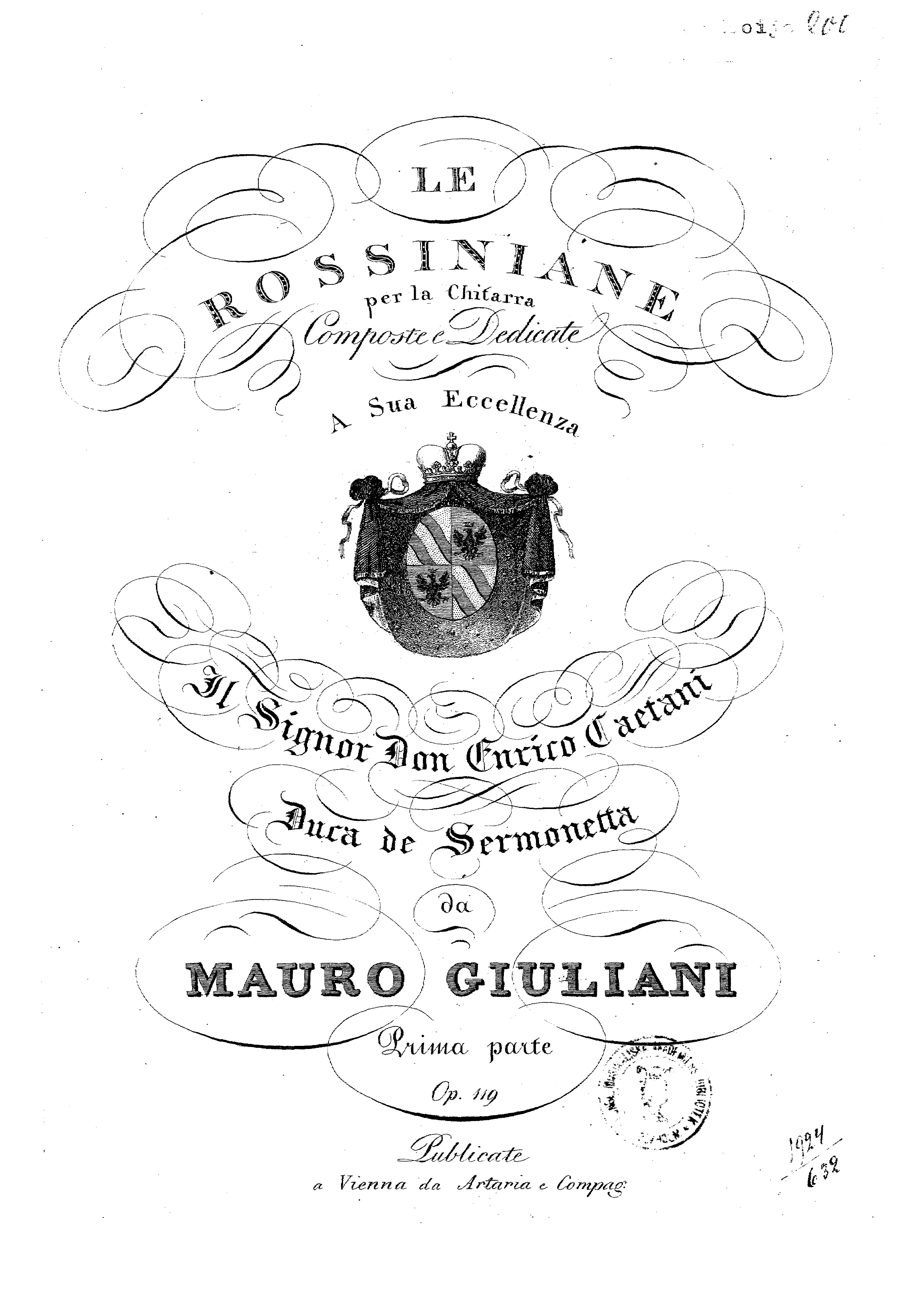
Spartito ottocentesco delle Rossiniane

Ultimogenito di una famiglia benestante, Mauro Giuliani nacque a Bisceglie il 27 Luglio del 1781 dal Magnifico Michele Giuliani e Antonia Tota e fu battezzato nella chiesa di Sant'Adoeno, dove padrino di battesimo fu il marchese Riccardo Tupputi. Si conserva una lapide commemorativa donata dal Cavalier Nicola Giuliani biografo e discendente della famiglia Giuliani. Aveva tre sorelle e un fratello, Nicola, che fu pure musicista, specializzato in armonia e canto. Trasferitasi la famiglia a Barletta, Mauro e il fratello studiarono violoncello e chitarra francese presso tale Gaetano Lucci. Nel 1801 nacque il suo primo figlio Michele  Giuliani.
Nel frattempo, resosi conto che in Italia la musica strumentale non era tanto coltivata e apprezzata quanto la musica vocale (e la chitarra restava negletta), Mauro si trasferì alla fine del1806 a Trieste con moglie e figlio, per poi recarsi a Vienna e rimanendovi fino al 1819.
In questa 'capitale' del mondo musicale europeo Giuliani si mise ben presto in luce come straordinario virtuoso di uno strumento fino ad allora ritenuto marginale, folcloristico oppure riservato al privato svago musicale dilettantistico. Nel 1808 eseguì per la prima volta il "primo gran concerto per chitarra e orchestra Op.30": composizione di carattere brillante ed eroico, costruita in ossequio al gusto napoleonico del momento. L'inedita ampiezza di impianto cameristico, con ampi squarci sinfonici, sfatava di colpo il luogo comune dei limiti popolari e domestici attribuiti allo strumento. D'altro canto, i numerosi e apprezzati concerti viennesi di Giuliani, da solista e in varie formazioni - stando a una recensione dell'epoca pare che persino Beethoven andasse con piacere a quei concerti -, non solo rinnovarono clamorosamente l'immagine della chitarra quale strumento cameristico alquanto versatile, del quale si scopriva l'interessante dimensione orchestrale concertante, ma aprirono anche un fortunato filone nella fiorente editoria musicale di consumo dilettantistico.
Il "Paganini della chitarra", come fu ribattezzato, divenne famosissimo e si conquistò la stima e l'amicizia di Paganini stesso, nonché di Rossini, Moscheles e Beethoven. Durante il soggiorno viennese produsse più di un centinaio di composizioni, fra le quali i tre concerti per chitarra e orchestra, alcune sonate per chitarra sola e brani destinati ad ensemble di vario tipo.
Mentre riscuoteva un discreto successo, si separò dalla moglie, ebbe una figlia illegittima, Emilia Giuliani,  e contrasse debiti che lo indussero ad abbandonare Vienna. Tornando in Italia nel 1819, tenne un concerto a Trieste, "molto applaudito", ed altri in alcune città del nord. Si stabilì dal 1820 al 1823 a Roma, poi a Napoli, dove trascorse gli ultimi anni della sua vita pubblicando una cinquantina di composizioni.
Durante la sua carriera Giuliani, come altri colleghi chitarristi, non si limitò alla composizione e al concertismo, ma fu anche uno dei più prestigiosi insegnanti, vantando persino allievi d'alto rango, come l'imperatrice Maria Luigia, seconda moglie di Napoleone Bonaparte, dalla quale ricevette in dono la lira chitarra che Napoleone aveva commissionato per lei, nonché il titolo di musicista di corte e Cavaliere del Giglio. Giuliani possedeva chitarre del liutaio napoletano Gennaro Fabbricatore.
La Casa Museo Giuliani a Bisceglie istituita nel 2014 per volontà del Cavalier Nicola Giuliani discendente della famiglia Giuliani conserva una delle chitarre perfettamente custodita e funzionante oltre a pregevoli pezzi musicali e storici della famiglia.
Pochi giorni dopo la sua morte, il necrologio apparso sul giornale del Regno delle due Sicilie, informava il pubblico: "La mattina del giorno 8 di questo mese Don Mauro Giuliani famoso chitarrista morì in questa capitale. La sua chitarra fu trasformata nelle sue mani in un'arpa che molceva i cuori degli uomini". La sua fama restò viva a lungo. In Francia e in Inghilterra, a distanza di dieci anni dalla sua morte, ancora erano stampate raccolte di sue brevi e armoniose composizioni per chitarra sola, The Giulianad (Le Giulianate).
Giuliani, unitamente al non meno rilevante contributo dello spagnolo Fernando Sor, costruì la nuova immagine della chitarra, e fece interessare alla chitarra anche compositori come Paganini e Diabelli, che hanno lasciato per questo strumento molti interessanti lavori.

## Composizioni
La maggior parte delle composizioni di Giuliani è stata ritrovata, ma all'appello mancano alcune composizioni importanti, come il quarto concerto per chitarra e orchestra e alcune sonate. Giuliani fu compositore prolifico: centocinquanta numeri d'opera, circa quaranta lavori senza numero e in più le opere inedite o perdute. Le composizioni sono di qualità superiore, specialmente le sonate, i lavori da camera e i concerti per chitarra e orchestra (in particolare il primo concerto op. 30, il più suonato dopo il concerto d'Aranjuez di Joaquín Rodrigo). Degne di nota sono le sei Rossiniane, fantasie su alcuni motivi di Rossini in omaggio al grande compositore e amico. La forma però che Giuliani coltivò di più fu il tema con variazioni, con la quale non solo dimostrava di saper creare una linea melodica piacevole e armonicamente significativa, ma anche di saperla sviluppare in complessi brani virtuosistici, che ancora oggi vengono suonati in pubblico da chitarristi di grande talento per dimostrare la propria bravura.

### Opere per chitarra sola
- Variazioni su un tema originale op.2
- Tre rondò op.3
- Variazioni sulla Molinara op.4
- Rondoletto op.4b
- Rondò nouveau op.5
- preludio romantico (notturno)
- Variazioni op.6
- Variazioni op.7
- Trois rondeaux op.8
- Variazioni op.9
- Amusemens op.10
- Caprice op.11
- Dodici monferrine Op.12
- Sei rondò progressivi op.14
- Sonata op. 15
- Vari pezzi del Barbiere di Siviglia ridotti per chitarra Op.16
- Tre rondò Op.17
- Primo Pot-pourri op.18
- Sei variazioni su un tema originale op. 20
- Dodici walzer op.21
- Zwolf Neue Wald-Landler op.23
- Quattordici danze nazionali e tre marce op.24b
- Secondo Pot-pourri op.26
- Terzo Pot-pourri op.28
- Divertimenti op.29
- Sei variazioni su Les Folies d'Espagne op. 45
- Choix de fleurs op.46
- Variazioni su un'aria nazionale austriaca op.47
- Variazioni sulla canzone nazionale I bin Kohlbauern bub op.49
- Les varietes amusantes parte seconda op.54
- Divertimenti parte quinta op.56
- 12 Valzer op. 57
- Sei landler, sei walzer e sei ecossaiser op.58
- Sei piccoli pezzi op.59
- Variazioni su un tema originale russo op.60
- Grand ouverture op. 61
- Variazioni op.62
- Variazioni op.63
- Variazioni su un'aria russa op.64
- Tre sonatine op. 71
- Variazioni op.72
- Bagatelles op. 73
- Divertimenti op.78
- Sei preludi op.83
- Variazioni op.84
- Variazioni su Tancredi di Rossini op.87
- Variazioni sull'opera favorita Fanchon op.88
- Dodici walzer op.90
- Tre sonate brillanti op.96
- Variazioni sull'opera l'Ombre de la Femme de Faust op.97
- Variazioni op.99
- Variazioni sull'Otello di Rossini op.101
- Variazioni su un tema di Pietro Generali op.102
- Variazioni op.103
- Variazioni sulla romance favorita Partant pour la Syrie op.104
- Variazioni op.105
- Divertimenti op.106
- Variazioni su un tema di Händel op. 107
- Sesto Pot-pourri op.108
- Gran rondò La Caccia op.109
- Variazioni su un tema di Cherubini op.110
- Sei grandi variazioni op. 112
- Fughetta op. 113
- Variazioni sull'aria favorita O cara memoria op.114
- Variazioni op.118
- Rossiniane opp.119–124
- Sei arie nazionali irlandesi op.125
- Variazioni sull'opera Amazilla op.128
- Quattro variazioni e finale opp.140–144
- Variazioni su un tema favorito napoletano op.145
- Flora d'Italia parte prima e parte seconda op.146
- La Tersicore del nord op.147
- Variazioni su Fengo op.147b
- Giulianate op. 148
- Gran sonata eroica op. 150
- Due motivi di Bellini ridotti per chitarra
- Andantino e allegro
- Sei arie nazionali scozzesi
- Sinfonia sulla Semiramide
- Variazioni su tre temi favoriti
- Variazioni
- La Semiramide ridotta in dodici walzer con introduzione e gran finale
- Rondongino brillante
- Scelta di quattro pezzi
- Sinfonia nell'opera La Cenerentola
- Variazioni su un tema savoiardo

### Metodi e studi
- Studio per la chitarra (Metodo 120 arpeggi) op. 1
- Esercizio (24 studi) op. 48
- Le papillon op. 50
- XVIII Leçons progressives op. 51
- Six Préludes op. 83 (arrangiamento dei Six Exercises per chitarra a cinque corde di Antoine de l'Hoyer)
- Studi dilettevoli op. 98
- Etudes instructives faciles et agréables op. 100
- Le Ore d'Apollo op. 111
- 24 prime lezioni progressive op. 139

### Musica da camera
- Serenade op. 19, per violino, violoncello e chitarra
- Variations op. 24a, per violino e chitarra
- Duo concertant op. 25, per violino e chitarra
- Grandes variations concertantes op. 35, per due chitarre
- Gran duetto concertante op. 52, per flauto (o violino) e chitarra
- Gran quintetto. Variazioni e polonese op. 65, per chitarra e quartetto d'archi (anche per chitarra e clavicembalo)
- Duettino facile op. 77, per flauto (o violino) e chitarra
- Grande serenade op. 82, per flauto (o violino) e chitarra
- Grand duo concertant op. 85, per flauto (o violino) e chitarra
- Serenata op. 127, per flauto (o violino) e chitarra
- Variazioni concertanti op. 130, per due chitarre
- Tre Polonesi concertanti op. 137, per due chitarre

### Opere per canto e chitarra (o pianoforte)
- Sei cavatine op. 39
- Sechs Lieder op. 89
- Sei ariette di Metastasio op. 95

.

### Concerti per chitarra e orchestra
- Concerto n. 1 in la maggiore op. 30
- Concerto n. 2 in la maggiore op. 36
- Concerto n. 3 in fa maggiore op. 70 (per chitarra terzina)
- Concerto n. 4 op. 129 (perduto)